# Växtskyddsmedel

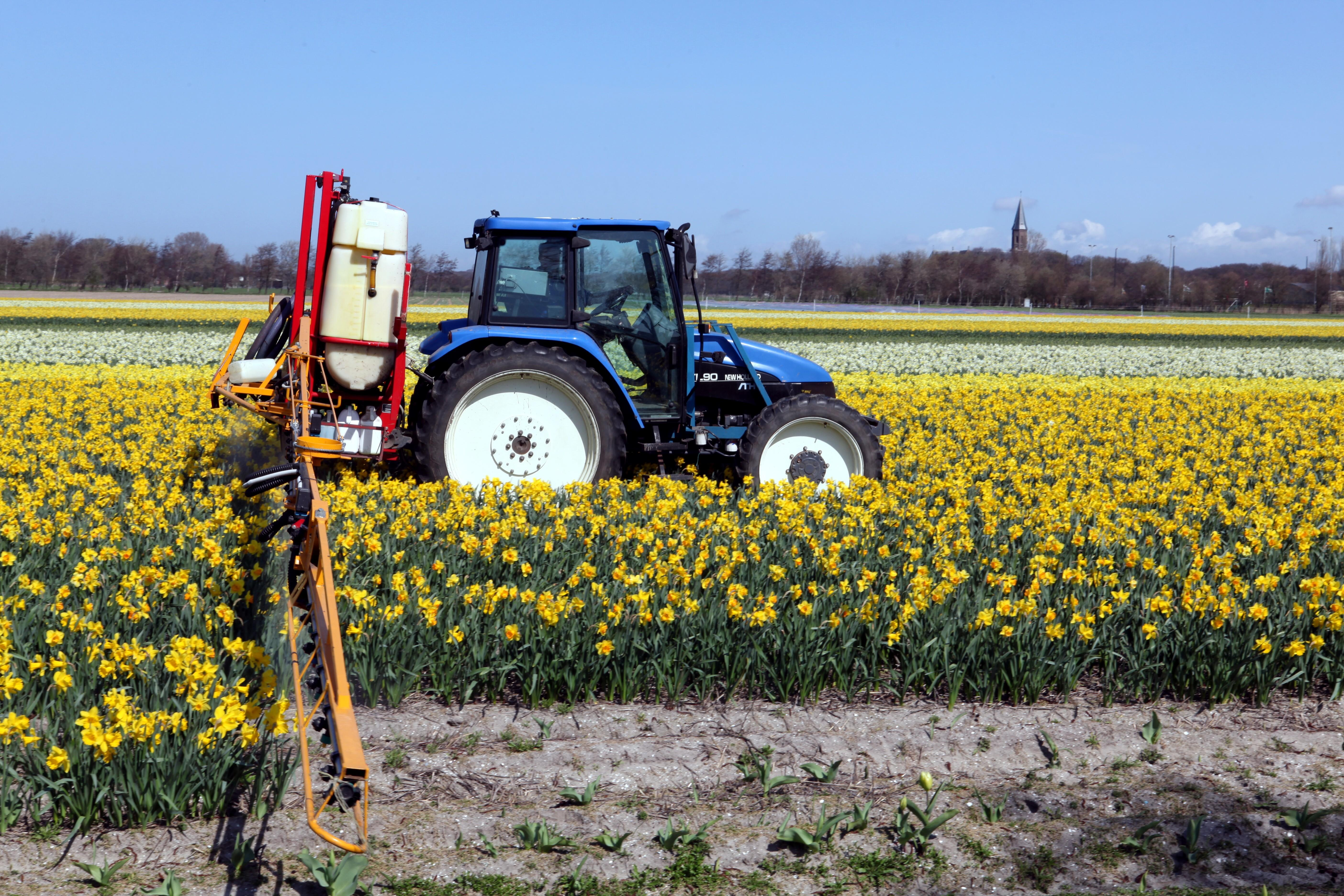
Traktor som besprutar ett fält med växtskyddsmedel.

Växtskyddsmedel används inom jordbruk, skogsbruk och trädgårdsbruk främst för att skydda grödor från angrepp av svamp, insekter och konkurrerande växter men även för att påverka växtens utseende. Biologiska bekämpningsmedel förekommer men merparten utgörs av kemiska bekämpningsmedel. De flesta är antingen fungicider, insekticider eller herbicider. Grödor behandlas ofta genom besprutning där växtskyddsmedlet blandats ut med vatten.